# Château de Barst
Le château de Barst est un château français du département de la Moselle. Il fait partie de la commune de Barst.

## Histoire
Le château de Barst est reconstruit sur l'emplacement d'un ancien château, détruit pendant la guerre de Trente Ans. Le château est construit en 1835, pour Louis Joseph Polti, qui était l'ancien maire de Barst, dans un jardin de la famille Forget[réf. souhaitée]. Il est, en 1872, totalement ruiné par un incendie. Il faut attendre 1967 pour que des travaux de restauration débutent et le rendent à nouveau accessible. Les travaux dureront 10 ans. 
Un restaurant ouvre en 2013. Le restaurant ferme en 2016 et est racheté par la commune de Barst.
En 2021, le château est racheté et transformé en appartements.

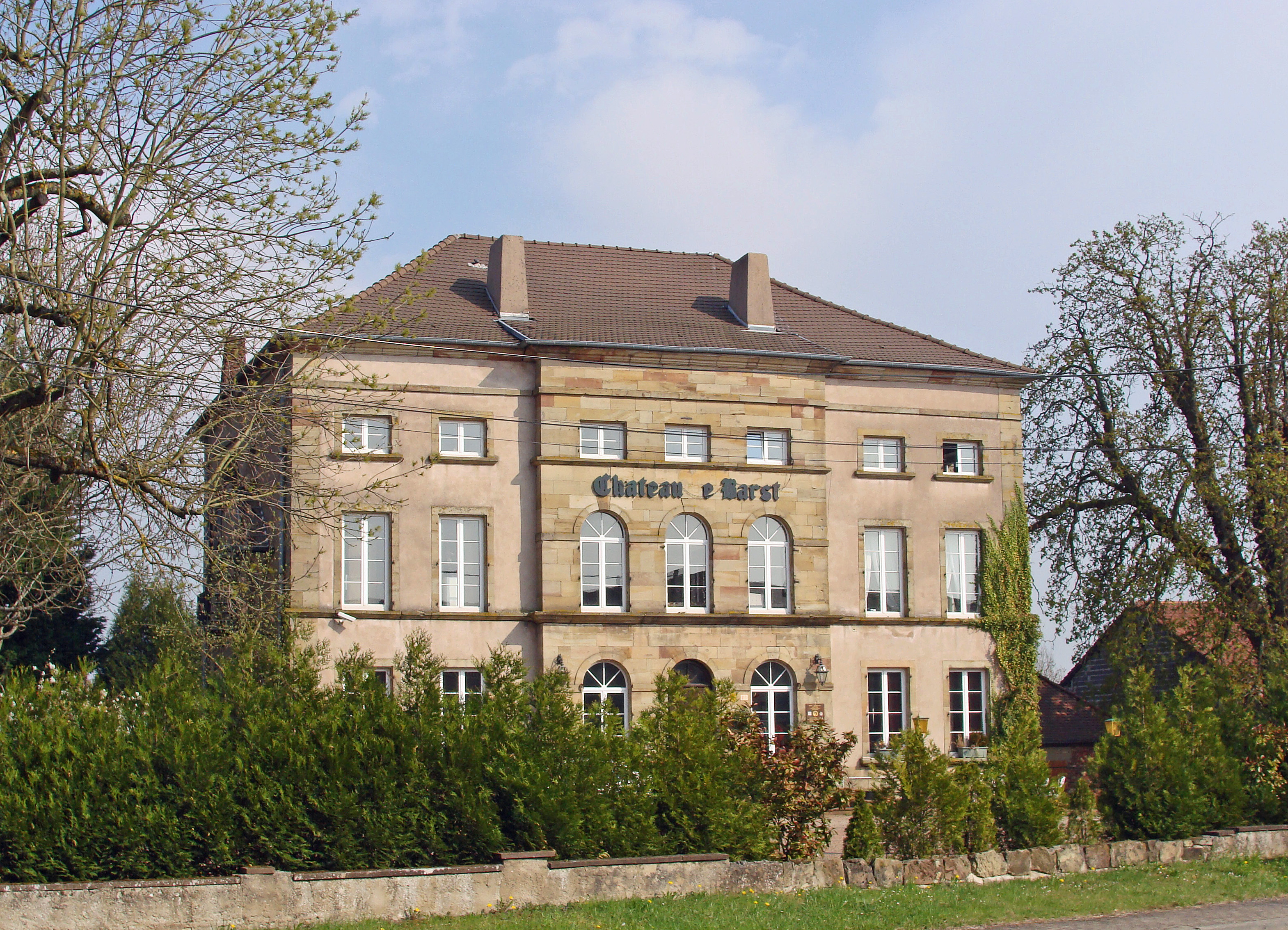